# Puli

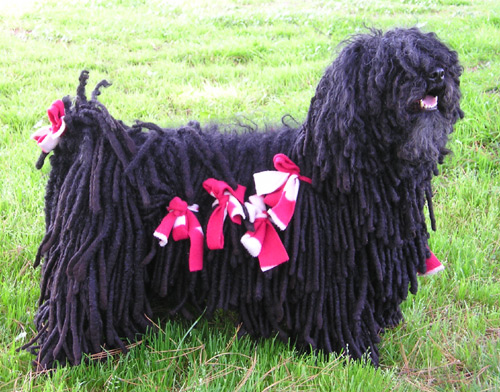
Schwarzer Puli

Der Puli (Plural: Pulik) ist eine von der FCI anerkannte ungarische Hunderasse (FCI-Gruppe 1, Sektion 1, Standard Nr. 55).

## Herkunft und Geschichtliches
Der Puli hat seinen Ursprung in Ungarn, Hunde dieses Aussehens waren über tausend Jahre integraler Bestandteil des Lebens der ungarischen Schäfer. Bei der Besiedlung des Karpatenbeckens durch Magyaren im 9. Jahrhundert brachten sie diese Hunde mit. Bei Ausgrabungen in Mesopotamien wurden 4.000 Jahre alte Amulette gefunden mit Abbildern, die dem heutigen Puli ähnlich sehen. Wesentliche Einbrüche in der Rasseentwicklung gab es sowohl durch die Eroberungen Ungarns durch die Osmanen im 16. Jahrhundert, als auch durch die Eroberungen durch die Habsburger, die den Ungarn die Zucht von eigenen Hunderassen verboten. Erst nach dem österreichisch-ungarischen Ausgleich 1867 konnte die Zucht legal betrieben werden. Das heute noch geflügelte Wort, „ez nem kutya, hanem puli“ auf Deutsch „es ist kein Hund, es ist ein Puli“ drückt die Verbundenheit vieler Ungarn mit „ihrem“ Puli aus.
Der ungarische Forscher Emil Raitsits bemühte sich 1915 um die FCI-Anerkennung des Puli und erreichte diese 1924. Nachdem die Rasse im Verband für das Deutsche Hundewesen bis 1989 vom Klub für Ungarische Hirtenhunde betreut wurde, erfolgte 1989 zusätzlich die Gründung des Rasseclubs Deutscher Puli Klub.

## Beschreibung
Eine typische, meist bodenlange Schnüren-Behaarung ist Rassenmerkmal und auffälligstes Kennzeichen der bis 45 cm großen (Widerristhöhe) und bis zu 14 kg schweren Pulik. Dieses Haarkleid bildet sich über einen Zeitraum von 1 bis 2 Jahren nach Ablegen des flauschigen Welpenfells, wenn feine Unterwolle und gröbere Deckhaare miteinander verfilzen. Hat das Fell – genetisch bedingt – die richtige Mischung aus gröberem Deckhaar und feinerer Unterwolle, verfilzt nicht das gesamte Deckfell zu einer Planke (Platte), sondern fällt bei nur wenig Pflege durch die Halter in dünnen Schnüren oder Bändern. Aufgrund des üppigen Haarkleides und der im Fell verbleibenden toten Unterwolle riecht das Fell dieser Hunderasse bei Nässe stark. Dieses dichte Fell soll den arbeitenden Hütehund jedoch sowohl vor Kälte als auch vor den Bissen angreifender Raubtiere schützen. Es wird nicht ausgetauscht und wächst nur langsam nach. Die Schnüre bedecken auch die Augen, so dass der Hund sichtbehindert sein kann, wenn sie nicht zusammengebunden werden. Schlappohren, dunkle, mandelförmige Augen und eine schwarze Nase gehören ebenfalls zum Rassestandard. Die dichtbehaarte Rute wird aufgerollt getragen. Pulik können entweder schwarzes oder perlenweißes Fell haben. Mit den schwarzhaarigen Pulik zu einer Varietät zusammengefasst werden die falbfarbenen Pulik, die dem Rassestandard entsprechend eine deutliche schwarze Maske haben müssen, und die Pulik, deren schwarzes Fell geringe rostrote oder graue Nuancen aufweist.

## Wesen
Selbstständig, willensstark, wachsam, mutig und laut bellend verteidigen diese ursprünglichen Arbeitshunde in ihrer Heimat Ungarn die ihnen anvertraute Herde oder ihr Territorium und sind dabei fremden Menschen und Tieren, auch anderen Hunden gegenüber misstrauisch. Sie sind beweglich, schnell, lernbegierig und ausdauernd. Als Gebrauchshunde arbeiten Pulik als Hütehunde für Kleintiere, Borstenvieh und Geflügel, die Herden in der Größe von Hunderten von Tieren zusammenhalten können. Daher auch das ausgeprägte Treibverhalten mit Fixieren, Beißen in die Fersen und Verbellen. Bei einem reinen Haushund kann diese Bellfreude jedoch gelegentlich zum Problem werden. Als Haushund ist ein Puli ein treuer Begleiter, der auch seine menschliche Familie und deren Grundstück mit größter Aufmerksamkeit bewacht. Gut geprägte Pulik sind im Allgemeinen umgänglich, werden sie aber auf dem Grundstück des Besitzers – also ihres Rudels – allein gelassen, sind sie fremden Menschen gegenüber scheu und misstrauisch.
Pulik sind auf Grund ihrer Statur äußerst lauffreudig und beweglich. Wegen ihres üppigen Fells, das diese Hunde temperaturanfällig macht, sind im Sommer ideale Bewegungszeiten die Morgen- und Abenddämmerung. Bei Temperaturen von ca. 15 Grad Celsius sieht man agile huncut (ungarisch: Strolche), die bei Hitze jedoch stundenlang regungslos dösen. Pulik mit voller Behaarung verlieren ihre anfängliche Wasserfreude manchmal und gehen dann nur noch ungern schwimmen. Das bodenlange Fell saugt sich voll, und die langen Zotten behindern sie beim Schwimmen. Da das Fell auch nur langsam trocknet, trägt der Hund stundenlang eine schwere Last.

## Pflege
Die rassetypische Bänder- oder Schnürenbehaarung entsteht, wenn Pulik nicht geschoren, gekämmt oder gebürstet, sondern ihre Haarspitzen lediglich auseinandergezogen werden, ein Vorgang der Zotten genannt wird. Während beispielsweise im American Kennel Club auch ein Bürsten des Haarkleides zugelassen ist, wird ausgekämmtes Fell im Rassestandard der FCI als unerwünscht bezeichnet. Gelegentlich werden die Hunde entgegen der Rassestandards geschoren, z. B. weil Weibchen nach einem Wurf Haarkleid teilweise abstoßen, bzw. weil die Felllast den älteren Hund zum Teil deutlich an der Bewegung hindert.

## Verwandte Rassen
Der Puli ist mit den anderen Ungarischen Hirtenhunden Mudi und Pumi eng verwandt. Aber auch eine genetische Verwandtschaft zum Tibet-Terrier ist vorhanden.